# Juan de Salas (escultor)

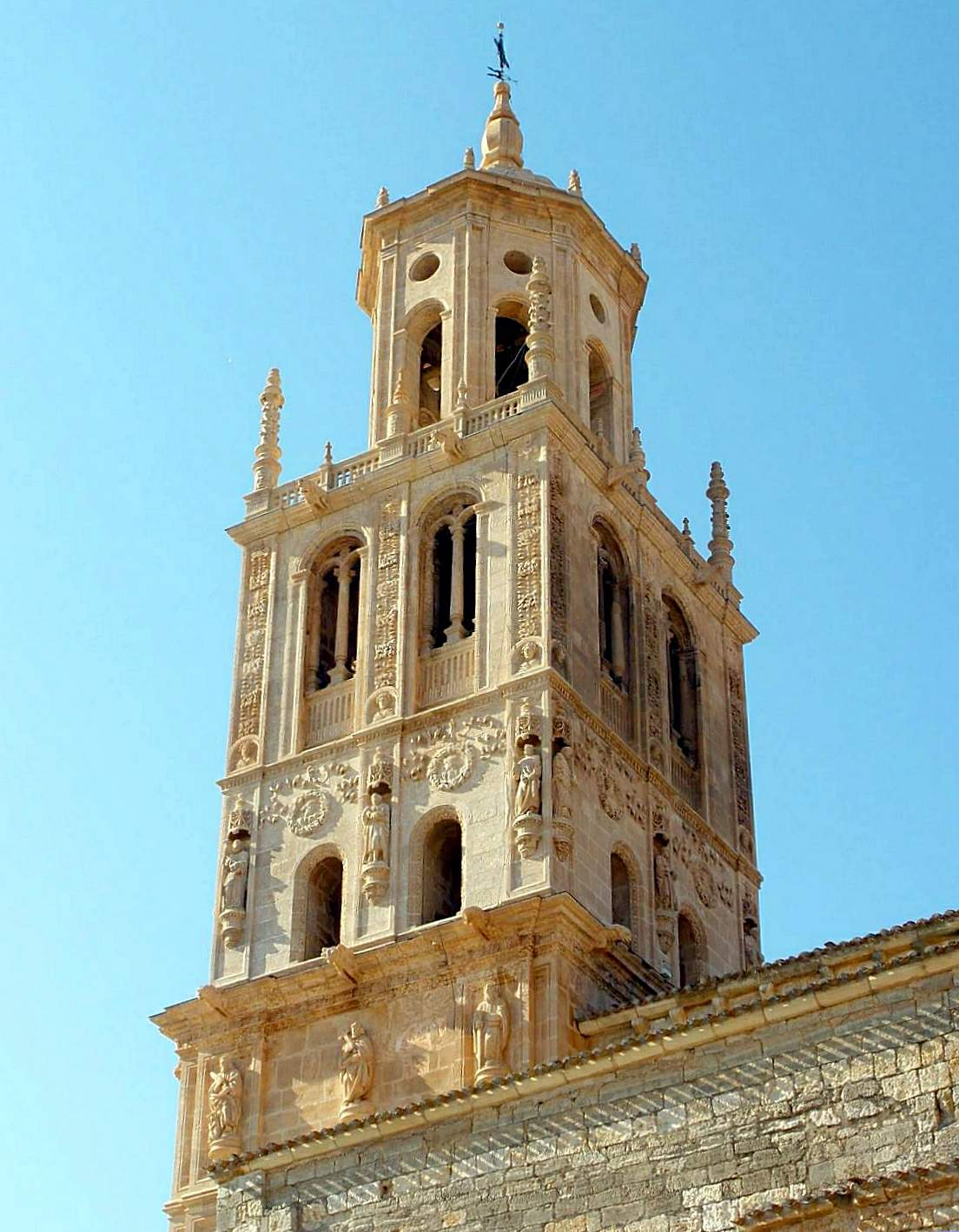
Torre de la iglesia de Santa María del Campo (prov. de Burgos)

Juan de Salas fue un escultor renacentista español de principios del siglo XVI, cuyo padre, del mismo nombre y también escultor, era originario de Mallorca y vecino de Zaragoza.

## Biografía
La primera documentación fechada sobre el artista es del 18 de marzo de 1515 en el contrato realizado para su entrada como aprendiz con el escultor Damián Forment, para aprender el oficio de «ymaginería». Según el historiador José María Azcárate, hacia 1518, labró varias imágenes para su maestro en madera y alabastro, fijándose su pago por la medida en palmos de la obra realizada. Aunque su principal producción de obra fue hecha en la región aragonesa, realizó varios trabajos en la catedral de Palma de Mallorca, donde difundió el influjo de Forment.
Entre 1521 y 1523, trabajó en el retablo de la capilla de San Miguel de la catedral de San Pedro de Jaca, donde Juan de Moreto dirigió la ejecución mientras la obra escultórica corrió a cargo de Gil Morlanes el Joven, Gabriel Yoly y Juan de Salas. Se le adjudican a Salas, el banco del retablo y las esculturas del lado de la epístola. En colaboración con el escultor Yoly interviene, aunque en menor cuantía, en la realización de la obra del retablo mayor de la iglesia de Santa María de Tauste, en el de San Pedro y otro de San Cosme y San Damián en Teruel. Todas estas obras se ejecutan cerca de la mitad del sigo XVI.
En 1527 ejecuta los cuerpos superiores de la torre de la iglesia de Santa María del Campo siguiendo el proyecto de Diego de Siloé con el que colaboraba desde el inicio de la obra.